# Grand Prix Velké Británie 1952
Grand Prix Velké Británie V RAC British Grand Prix
- 19. červen 1952
- Okruh Silverstone
- 85 kol x 4,711 km = 400,435 km
- 20. Grand Prix
- 5. vítězství pro Alberta Ascariho
- 7. vítězství pro Ferrari

## Kvalifikace
| Poř. | *  | Jezdec               | Konstruktér           | Čas       | Rozdíl |
| ---- | -- | -------------------- | --------------------- | --------- | ------ |
| 1    | 16 | Nino Farina          | Ferrari               | 1:50      | –      |
| 2    | 15 | Alberto Ascari       | Ferrari               | 1:50      | + 0    |
| 3    | 17 | Piero Taruffi        | Ferrari               | 1:53      | + 3    |
| 4    | 24 | Robert Manzon        | Gordini               | 1:55      | + 5    |
| 5    | 4  | Ken Downing          | Connaught-Lea Francis | 1:56      | + 6    |
| 6    | 8  | Reg Parnell          | Cooper-Bristol        | 1:56      | + 6    |
| 7    | 9  | Mike Hawthorn        | Cooper-Bristol        | 1:56      | + 6    |
| 8    | 6  | Dennis Poore         | Connaught-Lea Francis | 1:56      | + 6    |
| 9    | 5  | Eric Thompson        | Connaught-Lea Francis | 1:57      | + 7    |
| 10   | 26 | Prince Bira          | Gordini               | 1:57      | + 7    |
| 11   | 30 | Duncan Hamilton      | HWM-Alta              | 1:57      | + 7    |
| 12   | 1  | Graham Whitehead     | Alta                  | 1:58      | + 8    |
| 13   | 11 | Alan Brown           | Cooper-Bristol        | 1:58      | + 8    |
| 14   | 29 | Peter Collins        | HWM-Alta              | 1:58      | + 8    |
| 15   | 19 | Rudi Fischer         | Ferrari               | 1:58      | + 8    |
| 16   | 12 | Stirling Moss        | ERA-Bristol           | 1:59      | + 9    |
| 17   | 3  | Kenneth McAlpine     | Connaught-Lea Francis | 2:00      | + 10   |
| 18   | 10 | Eric Brandon         | Cooper-Bristol        | 2:00      | + 10   |
| 19   | 14 | Roy Salvadori        | Ferrari               | 2:00      | + 10   |
| 20   | 21 | Peter Whitehead      | Ferrari               | 2:00      | + 10   |
| 21   | 25 | Maurice Trintignant  | Gordini               | 2:00      | + 10   |
| 22   | 7  | David Murray         | Cooper-Bristol        | 2:02      | + 12   |
| 23   | 27 | Johnny Claes         | Simca-Gordini         | 2:02      | + 12   |
| 24   | 20 | Peter Hirt           | Ferrari               | 2:03      | + 13   |
| 25   | 23 | Tony Crook           | Frazer Nash-BMW       | 2:03      | + 13   |
| 26   | 28 | Tony Gaze            | Maserati              | 2:05      | + 15   |
| 27   | 35 | Eitel Cantoni        | Maserati              | 2:06      | + 16   |
| 28   | 34 | Gino Bianco          | Maserati              | 2:07      | + 17   |
| 29   | 31 | Lance Macklin        | Maserati              | 2:08      | + 18   |
| 30   | 2  | Bill Aston           | Aston Butterworth     | 3:28      | + 1:38 |
| 31   | 32 | Toulo de Graffenried | Maserati-Platé        | Žádný čas | –      |
| 32   | 33 | Harry Schell         | Maserati-Platé        | Žádný čas | –      |

## Závod
| Poř.    | No. | Jezdec               | Konstruktér           | Počet kol | Čas/Odstoupení | Pořadí na startu | Body |
| ------- | --- | -------------------- | --------------------- | --------- | -------------- | ---------------- | ---- |
| 1       | 15  | Alberto Ascari       | Ferrari               | 85        | 2:46:11        | 2                | 91   |
| 2       | 17  | Piero Taruffi        | Ferrari               | 84        | +1 kolo        | 3                | 6    |
| 3       | 9   | Mike Hawthorn        | Cooper-Bristol        | 83        | +2 kola        | 7                | 4    |
| 4       | 6   | Dennis Poore         | Connaught-Lea Francis | 83        | +2 kola        | 8                | 3    |
| 5       | 5   | Eric Thompson        | Connaught-Lea Francis | 82        | +3 kola        | 9                | 2    |
| 6       | 16  | Nino Farina          | Ferrari               | 82        | +3 kola        | 1                |      |
| 7       | 8   | Reg Parnell          | Cooper-Bristol        | 82        | +3 kola        | 6                |      |
| 8       | 14  | Roy Salvadori        | Ferrari               | 82        | +3 kola        | 19               |      |
| 9       | 4   | Ken Downing          | Connaught-Lea Francis | 82        | +3 kola        | 5                |      |
| 10      | 21  | Peter Whitehead      | Ferrari               | 81        | +4 kola        | 20               |      |
| 11      | 26  | Prince Bira          | Gordini               | 81        | +4 kola        | 10               |      |
| 12      | 1   | Graham Whitehead     | Alta                  | 80        | +5 kol         | 12               |      |
| 13      | 19  | Rudi Fischer         | Ferrari               | 80        | +5 kol         | 15               |      |
| 14      | 27  | Johnny Claes         | Simca-Gordini         | 79        | +6 kol         | 23               |      |
| 15      | 31  | Lance Macklin        | HWM-Alta              | 79        | +6 kol         | 29               |      |
| 16      | 3   | Kenneth McAlpine     | Connaught-Lea Francis | 79        | +6 kol         | 17               |      |
| 17      | 33  | Harry Schell         | Maserati-Platé        | 78        | +7 kol         | 32               |      |
| 18      | 34  | Gino Bianco          | Maserati              | 77        | +8 kol         | 28               |      |
| 19      | 32  | Toulo de Graffenried | Maserati-Platé        | 76        | +9 kol         | 31               |      |
| 20      | 10  | Eric Brandon         | Cooper-Bristol        | 76        | +9 kol         | 18               |      |
| 21      | 23  | Tony Crook           | Frazer Nash-BMW       | 75        | +10 kol        | 25               |      |
| 22      | 11  | Alan Brown           | Cooper-Bristol        | 69        | +16 kol        | 13               |      |
| Ret     | 29  | Peter Collins        | HWM-Alta              | 73        | Zapalování     | 14               |      |
| Ret     | 30  | Duncan Hamilton      | HWM-Alta              | 44        | Motor          | 11               |      |
| Ret     | 12  | Stirling Moss        | ERA-Bristol           | 36        | Motor          | 16               |      |
| Ret     | 25  | Maurice Trintignant  | Gordini               | 21        | Převodovka     | 21               |      |
| Ret     | 28  | Tony Gaze            | HWM-Alta              | 19        | Motor          | 26               |      |
| Ret     | 7   | David Murray         | Cooper-Bristol        | 14        | Motor          | 22               |      |
| Ret     | 24  | Robert Manzon        | Gordini               | 9         | Spojka         | 4                |      |
| Ret     | 20  | Peter Hirt           | Ferrari               | 3         | Brzdy          | 24               |      |
| Ret     | 35  | Eitel Cantoni        | Maserati              | 0         | Brzdy          | 27               |      |
| DNS     | 2   | Bill Aston           | Aston Butterworth     | 0         | Neodstartoval  |                  |      |
| Source: |     |                      |                       |           |                |                  |      |